# 渡部恵一郎
渡部 恵一郎（わたなべ けいいちろう、1932年3月2日 - 2001年12月11日）は日本の音楽学者。鳥取県出身。特にヘンデルを研究。

## 人物
母校・鳥取県立米子東高等学校の校歌作曲者の一人。東京藝術大学音楽学部楽理科にて、音楽学を服部幸三に学んだ。1967年から1969年まで、および1987年にはアレクサンダー・フォン・フンボルト財団の招聘によりドイツおよびイギリスでヘンデル研究に携わる。1972年から桐朋学園大学助教授、教授。
1994年以来様々な団体とともにヘンデルの劇作品の企画構成演出に携わり、1998年に日本ヘンデル協会(The Handel Institute Japan)を創設、同協会代表を務めた。
また、国際音楽資料情報協会（IAML）日本支部の設立に携わり、1997年から1999年には支部長を務めた。
フランス文学者の鷲見洋一は従弟で、芸大大学院在学中にピアノと音楽理論を教えていた。

## 著書
- 『ヘンデル 人と作品』音楽之友社 1966

共編
- 『ヘンデル・アリア選集 3 (オラトリオ編 2)』三澤寿喜共編著 全音楽譜出版社 1997